# Fritz McIntyre
Fritz McIntyre (Birmingham, 2 settembre 1958 – 24 agosto 2021) è stato un tastierista britannico membro dei Simply Red dal 1985 al 1995.

## Biografia
Membro della formazione originale dei Simply Red, scrisse alcuni dei successi del gruppo insieme al frontman Mick Hucknall.
Fu inoltre la voce principale in Wonderland, traccia conclusiva del celebre album Stars.
Dopo aver lasciato il gruppo, si trasferì in Ontario, Canada, dove fondò il gruppo di musica cristiana First Fruits.
Visse poi negli Stati Uniti, dove divenne direttore musicale di una grande chiesa in Florida.